# Страшные сказки (альбом)
«Страшные сказки» — шестой сборник российской панк-рок-группы «Король и Шут». Выпущен в 2007 году.
К работе над записью был приглашён театральный режиссёр, педагог Театрального института им. Щукина Андрей Левицкий. Для сборника были отобраны 13 сказок из русских народных преданий и сказок братьев Гримм, а также в сборник вошли 8 песен «Короля и Шута» и в качестве бонус трека видеоклип «Ром».

## Список композиций
| №   | Название                          | Текст песни   | Музыка          | Длительность |
| --- | --------------------------------- | ------------- | --------------- | ------------ |
| 1.  | «Сказка о мертвеце» (Аудиосказка) |               |                 | 3:57         |
| 2.  | «Королева-ведьма» (Аудиосказка)   |               |                 | 4:37         |
| 3.  | «В доме суета»                    | Андрей Князев | Михаил Горшенёв | 2:28         |
| 4.  | «Скупой» (Аудиосказка)            |               |                 | 3:45         |
| 5.  | «Солдат и колдун» (Аудиосказка)   |               |                 | 6:39         |
| 6.  | «Гробовщик»                       | Андрей Князев | Михаил Горшенёв | 3:52         |
| 7.  | «В доме смерть» (Аудиосказка)     |               |                 | 2:17         |
| 8.  | «Солдат и чёрт» (Аудиосказка)     |               |                 | 2:00         |
| 9.  | «В гостях у соседа»               | Андрей Князев | Андрей Князев   | 3:46         |
| 10. | «Кобылья голова» (Аудиосказка)    |               |                 | 3:42         |
| 11. | «Мёртвый жених» (Аудиосказка)     |               |                 | 2:56         |
| 12. | «Верная жена»                     | Андрей Князев | Михаил Горшенёв | 2:37         |
| 13. | «Чёрт и мужик» (Аудиосказка)      |               |                 | 1:04         |
| 14. | «Три фельдшера» (Аудиосказка)     |               |                 | 7:21         |
| 15. | «Любовь и пропеллер»              | Андрей Князев | Михаил Горшенёв | 2:53         |
| 16. | «Сапоги колдуна» (Аудиосказка)    |               |                 | 3:54         |
| 17. | «Садовник»                        | Андрей Князев | Михаил Горшенёв | 3:43         |
| 18. | «Рассказ о ведьме» (Аудиосказка)  |               |                 | 2:44         |
| 19. | «Скрипач в аду» (Аудиосказка)     |               |                 | 5:28         |
| 20. | «Проказник скоморох»              | Андрей Князев | Михаил Горшенёв | 1:49         |
| 21. | «Внезапная голова»                | Андрей Князев | Михаил Горшенёв | 1:49         |

## Музыканты
- Михаил Горшенёв (Горшок) — вокал, музыка (все кроме 9)
- Андрей Князев (Князь) — вокал, музыка (9)
- Яков Цвиркунов (Яша) — гитара, бэк-вокал (3,6,9,12,15,17,20,21)
- Александр Щиголев (Поручик) — ударные (3,6,9,12,15,17,20,21)
- Александр Балунов (Балу) — бас-гитара, бэк-вокал (3,12,15,17,20,21)
- Александр Леонтьев (Ренегат) — гитара (6,9)
- Сергей Захаров (Захар) — бас-гитара (6,9)
- Дмитрий Ришко (Casper) — скрипка (6,9)